# Volby do Evropského parlamentu ve Finsku 2014
Volby do Evropského parlamentu se počtvrté ve Finsku uskutečnily dne 25. května 2014.
Voleb se účastnilo 15 politických uskupení, z nichž sedm získalo v EP mandát.
Ze 13 mandátů, které Finsku v EP příslušejí, získala konzervativně-liberální Národní koalice 3 (22,59 %), centristický Finský střed 3 (19,67 %), populističtí Praví Finové 2 (12,87 %), finská sociální demokracie 2 (12,31 %), Zelená liga 1 (9,33 %), Levicová strana 1 (9,32 %), Švédská lidová strana, zastupující švédskojazyčnou menšinu ve Finsku, 1 (6,76 %). Finští křesťanští demokraté s 5,24 % hlasů stejně tak jako zbylé strany či sdružení (všechny méně než 1 % hlasů) žádný mandát nezískali.
Volební účast byla 39,1 (41,0) %.